# Принцес Роял (линеен крайцер, 1911)
Принцес Роял (на английски: HMS Princess Royal) е линеен крайцер на британския Кралски флот, от времето на Първата световна война. Втори кораб от типа „Лайън“. В сравнение със своите предшественици, линейните крайцери от типа „Индифатигъбъл“, има по-мощно въоръжение и брониране. Взема активно участие в болшинството големи операции на Кралския флот.
„Принцес Роял“ участва в битката в Хелголандския залив само няколко месеца след влизането си в строй, а след това е изпратен в Карибско море за противодействие на германската Източно-Азиатска крайцерска ескадра, която иска да премине през Панамския канал. След като тази ескадра е унищожена в битката при Фолкландските острови, през декември 1914 г., „Принцес Роял“ се присъединява към 1-а ескадра линейни крайцери на адмирал Дейвид Бийти. По време на битката при Догер банк линейният крайцер има само няколко попадения, едно от които поврежда крайцера „Блюхер“, впоследствие унищожен от английските линейни крайцери. След няколко месеца „Принцес Роял“ става флагман на 1-а ескадра линейни крайцери под командването на адмирал Озмонд Брок. Той получава малки повреди след Ютландската битка и след месец и половина се връща в строя.
Провежда остатъка от войната в патрулиране на Северно море и участва в огневото прикритие във втората битка в Хелголандския залив през 1917 г. През 1920 г. е изведен в резерва и през 1924 г., съгласно клаузите на Вашингтонския морски договор, е продаден за скрап.

## Конструкция
„Принцес“ има обща дължина 213,4 метра, максимална ширина 27 метра, газене при пълна водоизместимост от 32 фута и 5 дюйма (9,9 метра). Нормалната водоизместимост е 26 270 дълги тона (26 690 т), а пълната е 30 820 дълги тона (31 310 т). Метацентричната височина е 1,8 метра при пълно натоварване (с нефтеното гориво).

## История на службата

### Преди войната
Веднага след влизането си в строй „Лайън“ и „Принцес Роял“ са приписани към 1-а ескадра крайцери, която през януари 1913 г. е преименувана на 1-а ескадра линейни крайцери (BCS), и „Лайън“ става неин флагман. На 1 март 1913 г. към командването на ескадрата пристъпва адмирал Дейвид Бийти, издигнал своя флаг на „Лайън“. В началото на 1914 г. съединение в състав „Лайън“, „Принцес Роял“, „Куин Мери“ и „Ню Зеланд“ се насочва към Брест за съгласуване на взаимодействието между английските и френските морски сили в случай на война.
Три месеца по-късно ескадрата на Бийти в състав „Лайън“, „Принцес Роял“, „Куин Мери“, „Ню Зеланд“ и крайцерите „Блонд“ и „Бодицея“ отплава за Русия с цел демонстрация на морската мощ на „господарката на моретата“ и нейното непримиримо отношение към Германия в хода на преговорите за развитието и оформлението на връзките на Русия с Франция и Великобритания. На 18 юни 1914 г. английските кораби пускат котва на Ревелския рейд, където престояват четири дена и стават сензация за местното население. След „триумфа на англо-руската дружба“ в Ревел, сутринта на 23 юни, ескадрата пуска котва на Кронщатския рейд. Престоят на ескадрата в Кронщат е съпроводено с пищни празненства и приеми. Бийти със съпругата си, съпругата на Уинстън Чърчил и командирите на корабите са удостоени с аудиенция при руския император в Царско Село. „Лайън“ е удостоен с визита на Николай II, Александра Фьодоровна и великите княгини в съпровождането на морския министър И. К. Григорович. Бийти и командирите на корабите посещават Москва. С разрешението на Бийти линейните крайцери са огледани от руски военноморски инженери, представили на своето командване подробни отчети. По всяка видимост, руските офицери очакват да видят на най-добрите кораби на съюзниците нещо съвършено особено, но тъй като това не се случва, главният лайтмотив на техните отчети е разочарованието. За сметка на това всевъзможни „дреболии“ са удостоени с всячески похвали.
На 28 юни, когато демонстрацията на англо-руската дружба е разгара си, идва известието за убийството в Сараево на херцог Франц Фердинанд. Бийти получава заповед веднага да се върне в Англия. Николай II, желаейки на изпроводяк да види линейните крайцери в целия им блясък, в деня на отплаването на английските кораби излиза с яхтата „Полярна звезда“ в морето. Ескадрата на Бийти не падат по гръб – „котките на адмирал Фишър“ преминават покрай императорската яхта на скорост 28 възела и, независимо от пълния щил във Виборгския залив, вдигат такава вълна, че „Полярна звезда“ е подложена на изрядно люлеене. Отплаващия по това време от Аспе „Аврора“ също вижда вълничките и неговият екипаж дълго време се губи в догадки относно произхода на този природен феномен.
През юли ситуацията в Европа продължава да се нажежава. Австро-сръбските преговори окончателно влизат в задънена улица и във въздуха замирисва на война. На 15 юли започва планов призив на запасняци за окомплектоване на корабите в британския флот според щатовете за военно време. На 26 юли Чърчил на свой риск издава заповед за отмяна на мобилизацията. В ранното утро на 29 юли 1-и флот, почти изцяло състоящ се от съвременни дреднаути, заедно с 4 линейни крайцера на Бийти излиза от Портланд и се насочва в залива Скапа Флоу на Оркнейските острови. По време на войната тези кораби стават основната ударна сила на Гранд Флийт, главната им задача е удържането на господството над Северно море. Ескадрата на Бийти пристига в Скапа Флоу на 31 юли, имайки в своя състав „Лайън“, „Принцес Роял“, „Ню Зеланд“ и „Инвинсибъл“, скоро към тях се присъединява и „Куин Мери“.

### Ютландската битка

#### Последствия
„Принцес Роял“ в битката се намира в състава на първа ескадра линейни крайцери и плава трети в килватерната колона на 25-възлов ход. Огън открива в 15:51 по „Лютцов“, накривайки го с третия залп. Когато е забелязано неправилното целеразпределение, поради което „Дерфлингер“ остава необстрелян, „Принцес Роял“ го обстрелва от дистанция 65 каб., но безрезултатно. „Дерфлингер“ открива огън по „Принцес Роял“ и в 16:00 изважда от строя кулата на системата за централно насочване „Арго“ и главния пост за управление на артилерийския огън, но повредите са отстранени в 16:16. В 16:23, поради приближаването на германските дреднаути, англичаните завиват наляво, за това и последващите попадения от 305-мм снаряди на „Дерфлингер“ вече са в десния борд на „Принцес Роял“.
В 17:17 боя се възобновява на пределната дистанция и снарядите отново започват да падат в „Принцес Роял“ от дистанция 65 – 80 каб.
На кораба избухват няколко пожара, потушаването на които е затруднено от липсата на електрическо осветление в помещенията и неизправности на пожарната магистрала в районите на попадания на снаряди. „Принцес Роял“ се връща в базата на 1 юни, влиза в ремонт, който завършва на 15 юли 1916 г.

## Коментари
1. ↑  Всички данни са приведени към момента на влизане в строй.